# Мерцедес-Бенц А-класа
Мерцедес-Бенц А-класе је аутомобил који производи немачка фабрика аутомобила Мерцедес-Бенц. Производи се од 1997. године у три генерације.

## Историјат
А-класа је најмањи и први Мерцедесов аутомобил са предњим погоном. Прве две генерације су припадале класи малих аутомобила, међутим, с обзиром да су били нешто виши у односу на мале аутомобиле, могли су припадати и категорији минивенова. Трећа генерација напушта концепт минивена и тако са својим димензијама припада нижој средњој класи аутомобила (голф класи). Трећа генерација је 2012. године изабрана за најлепши аутомобила на Међународном фестивалу аутомобила. Конкуренти су му Ауди А3 и BMW серије 1.

### Прва генерација, W168 (1997–2004)
Представљен је на Салону аутомобила у Франкфурту 1997. године. Био је прилично необичан за једну ауто-компанију какав је Мерцедес-Бенц; имао је погон на предњим точковима и био је необично висок и кратак аутомобил. Једна од иновација коју је имао јесте такозвани сендвич под систем. Овај систем значајно повећава степен безбедности, у случају фронталног судара мотор, мењач и квачило су конструисани тако да склизну у под, а не у кабину јер је предњи део аутомобила изузетно кратак. W168 је постао злогласан након што се на традиционалном тесту северног јелена преврнуо. Узрок је лоше пројектована задња осовина. Након прекида производње од октобра 1997. до фебруара 1998. године, дорађено је проблематично огибљење и уврштена у серијску опрему електронска контрола стабилности (ЕСП).
Иако је имао скромне димензије, у унутрашњости је било сасвим довољно простора. Запремина пртљажног простора је износила чак 390 литара. Почетком 2001. године је урађен редизајн, када је представљена и продужена верзија (17 цм дужа). На Euro NCAP креш тестовима А класа је 1999. године добила четири од максималних пет звездица за безбедност.
Моторе које је користио су били, бензински од 1.4 (82 КС), 1.6 (82 и 102 КС), 1.9 (125 КС), 2.1 (140 КС) и дизел-мотори од 1.7 (60, 75, 90 и 95 КС).
- 1997–2001
- 1997–2001
- Унутрашњост
- Редизајн 2001–2004
- Редизајн 2001–2004
- Дужа верзија 2001–2004

### Друга генерација, W169 (2004–2012)
Друга генерација је представљена на Салону аутомобила у Паризу 2004. године. За разлику од претходне генерације, друга генерација (интерне ознаке W169), поред верзије са петоро врата има и верзију каросерије са троја врата. Обе верзије имају нове предње и задње светлосне групе и нову маску хладњака. У односу на претходника, друга генерација је за 232 милиметра дужа и 45 милиметра шира, а запремина пртљажног простора износи 435 литара. Да се не би поновили проблеми какве је имао W168, друга генерација је опремљена са богатим пакетом сигурносне опреме и разним провереним техничким решењима. 2005. године W169 је на Euro NCAP креш тестовима добио максималних пет звездица за безбедност. 2008. је извршен редизајн, а јула 2010. се престаје производња верзије са троје врата због слабе продаје.
Мотори који су уграђивани били су, бензински од 1.5 (95 КС), 1.7 (116 КС), 2.0 (136 и 193 КС) и дизел-мотори од 2.0 (82, 109 и 140 КС).
- 5 врата 2004–2008
- 3 врата 2004–2008
- Унутрашњост
- Редизајн, 5 врата 2008–2012
- Редизајн, 5 врата 2008–2012
- Редизајн, 3 врата 2008–2012

### Трећа генерација, W176 (2012–2018)
Трећа генерација је представљена 2012. године на Салону аутомобила у Женеви. Ова генерација апсолутно нема ништа заједничко са претходним двема генерацијама, осим назива. Све је ново, дизајн, платформа, технологија, А класа више нема изглед минивена, то је аутомобил ниже средње класе у спортском стилу. Од друге генерације је нижи за 16 цм, а за 41 цм дужи. Може имати неколико нивоа опрема, style, urban и AMG sport/AMG line. Модел са највишим пакетом опреме у АМГ верзији има погон на свим точковима и 360 КС. На Euro NCAP креш тестовима А класа је 2012. године добила максималних пет звездица за безбедност.
Средином 2015. представљен је редизајн А класе, извршене су благе дизајнерске промене, са новом опремом и побољшаном палетом мотора укључујући A45 AMG и економичним дизел моторима.
Уграђују се мотори, бензински од 1.6 (122 и 156 КС), 2.0 (211 и 360 КС) и дизел-мотори од 1.5 (90 и 109 КС), 1.8 (109 и 136 КС), 2.1 (136 и 170 КС). По лиценци Мерцедес уграђује дизел мотор од 1500 кубика од Рено Нисан групације.
- Urban
- Urban
- Унутрашњост
- AMG Line
- AMG Line
- A 45 AMG